# Agnes Baltsa
Agní Báltsa (grec moderne : Αγνή Μπάλτσα), connue à l’étranger sous le nom d’Agnes Baltsa, née le 19 novembre 1944 dans l'île de Leucade, est une artiste lyrique (mezzo-soprano) grecque, réputée pour son talent dramatique.

## Biographie
À l'âge de six ans, elle commence par le piano, puis étudie le chant à Athènes dès 1958 ; en 1965, elle part pour Munich continuer ses études grâce à une bourse Maria Callas. En 1968, elle fait ses débuts à l'Opéra de Francfort, où elle reste jusqu'en 1972. Elle chante aussi à la Deutsche Oper de Berlin-Ouest. En 1976, elle débute à l'Opéra de Vienne, en 1977 à Salzbourg et le 13 décembre 1979, elle débute au Metropolitan Opera de New York.
Elle a beaucoup chanté sous la direction du chef d'orchestre Herbert von Karajan, mais sa carrière s'est poursuivie après la mort de celui-ci.
Elle est membre de l'Académie européenne des sciences et des arts.

## Scène
- 2010 : Clytemnestre dans Elektra de Richard Strauss, à l'Opéra de Zürich et au théâtre du Capitole de Toulouse
- 2017 : Serafina dans Il campanello di notte de Gaetano Donizetti, au Wiener Philharmoniker[2]
- 2017 : Clytemnestre dans Elektra de Richard Strauss,
- 2019 : Clytemnestre dans Elektra de Richard Strauss, Opéra national de Grèce à Athènes

## Discographie

### Direction d'Herbert von Karajan
- Salomé (Richard Strauss) : Hérodiade
- Le Chevalier à la rose (Richard Strauss) : Octavian
- Aïda (Verdi) : Amnéris
- Carmen (Bizet): Carmen
- Don Giovanni (Mozart): Donna Elvira
- Médée : Neris
- Requiem (Mozart)
- Requiem (Verdi)

### Direction deGiuseppe Sinopoli
- Cavalleria rusticana (Mascagni) : Santuzza
- Tannhäuser (Wagner) : Vénus

### Direction deNeville Marriner
- Il barbiere di Siviglia (Rossini) : Rosina

### Direction de SirColin Davis
Samson et Dalila (Saint-Saëns) : Dalila

### Direction deGary Bertini
Il campanello di notte (Donizetti) : Serafina

## Filmographie (télévision)
- 1975 : Symphonie n° 8 de Gustav Mahler : Alt
- 1981 : Les Contes d'Hoffmann de Jacques Offenbach, filmé par Brian Large : Giulietta
- 1984 : Der Rosenkavalier de Richard Strauss, filmé par Hugo Käch : Octavian
- 1986 : Don Carlo de Giuseppe Verdi, filmé par Herbert van Karajan, Ernst Wild & Gela-Marina Runne : La Principessa Eboli
- 1987 : Carmen de Georges Bizet, filmé par Brian Large : Carmen
- 1989 : Samson et Dalila de Camille Saint-Saëns : Dalila
- 1992 : Duett réalisé par Xaver Schwarzenberger : Vera Litassy-Eltz
- 1998 : Le Prophète de Giacomo Meyerbeer : Fidès
- 2000 : Così fan tutte de Wolfgang Amadeus Mozart, filmé par Brian Large : Despina